# Друга влада Стојана Новаковића
Друга влада Стојана Новаковића је била влада Краљевине Србије од 24. фебруара до 24. октобра 1909.

## Чланови владе
| Функција                                               | Слика             | Име и презиме          | Детаљи      |
| ------------------------------------------------------ | ----------------- | ---------------------- | ----------- |
| Председник Министарског савета и министар без портфеља |                   | Стојан Новаковић       |             |
| Министар иностраних дела                               |                   | Милован Ђ. Миловановић |             |
| Министар унутрашњих дела                               |                   | Светозар Милосављевић  | до 16/29.6. |
| Министар унутрашњих дела                               | Љубомир Јовановић |                        |             |
| Министар правде                                        |                   | Стојан Рибарац         |             |
| Министар финансија                                     |                   | Стојан М. Протић       |             |
| Министар просвете и црквених дела                      |                   | Љубомир Стојановић     |             |
| Министар војни                                         |                   | Михаило Живковић       | до 1/14.10. |
| Министар војни                                         |                   | Љубомир Стојановић     | заступник   |
| Министар грађевина                                     |                   | Никола П. Пашић        |             |
| Министар народне привреде                              |                   | Јаша М. Продановић     |             |